# Abdera (mitologia)
|  | Per a altres significats, vegeu «Abdera». |

D'acord amb la mitologia grega, Abdera (en grec antic: Ἂβδηρα) va ser una heroïna, filla de Tideu, fill d'Eneu i de Deípile, filla d'Adrast.
Se li atribueix la fundació de la ciutat d'Abdera, encara que una altra llegenda diu que la va fundar Hèracles i la va dedicar al seu favorit Abderos.